# 劉淳 (天順進士)
劉淳（1435年—1494年），字尚質，四川重慶府巴縣人，軍籍，治《易經》。

## 生平
三月二十四日生，行一。由翰林院譯字官中式順天府鄉試第五十五名舉人，會試中式第二百三十名。年三十歲中式天順八年甲申科第三甲第九十八名進士。

## 家族
曾祖劉普壽；祖劉普亮；父劉時宜；母蘇氏。慈侍下，妻馮氏，弟漙。